# Vint-i-vuit mansions

Les vint-i-vuit mansions de l'astronomia xinesa (reflexió especular, nord a dalt, est a l'esquerra)

Les vint-i-vuit mansions (xinès: 二十八宿; pinyin: Èrshíbā Xiù), també anomenades xiu o hsiu, formen part del sistema de constel·lacions xineses . Es poden considerar com l'equivalent de les constel·lacions zodiacals de l'astronomia occidental, tot i que les vint-i-vuit mansions reflecteixen el moviment de la Lluna durant un mes sideral en lloc del Sol durant un any tròpic .
El sistema de mansions lunars s'utilitzava en altres parts de l'Àsia oriental, com ara l'antic Japó; el Bansenshūkai, escrit per Fujibayashi Yasutake, esmenta el sistema diverses vegades i també inclou una imatge de les vint-i-vuit mansions.
Un sistema similar, anomenat nakshatra, s'utilitza en l'astronomia tradicional índia .

## Visió general
Els antics astrònoms xinesos van dividir l'eclíptica del cel en quatre regions, conegudes col·lectivament com els Quatre Símbols, a cadascun dels quals se li va assignar un misteriós animal. Aquests són el Drac Blau (青龍) a l'est, la Tortuga Negra (玄武) al nord, el Tigre Blanc (白虎) a l'oest i l'Ocell Vermelló (朱雀) al sud. Cada regió conté set mansions, cosa que fa un total de 28 mansions. Aquestes mansions o xiù corresponen a les longituds al llarg de l'eclíptica que la Lluna creua durant el viatge de 27.32 dies al voltant de la Terra i serveixen com una forma de rastrejar el progrés de la Lluna. Al taoisme estan relacionats amb 28 generals xinesos.

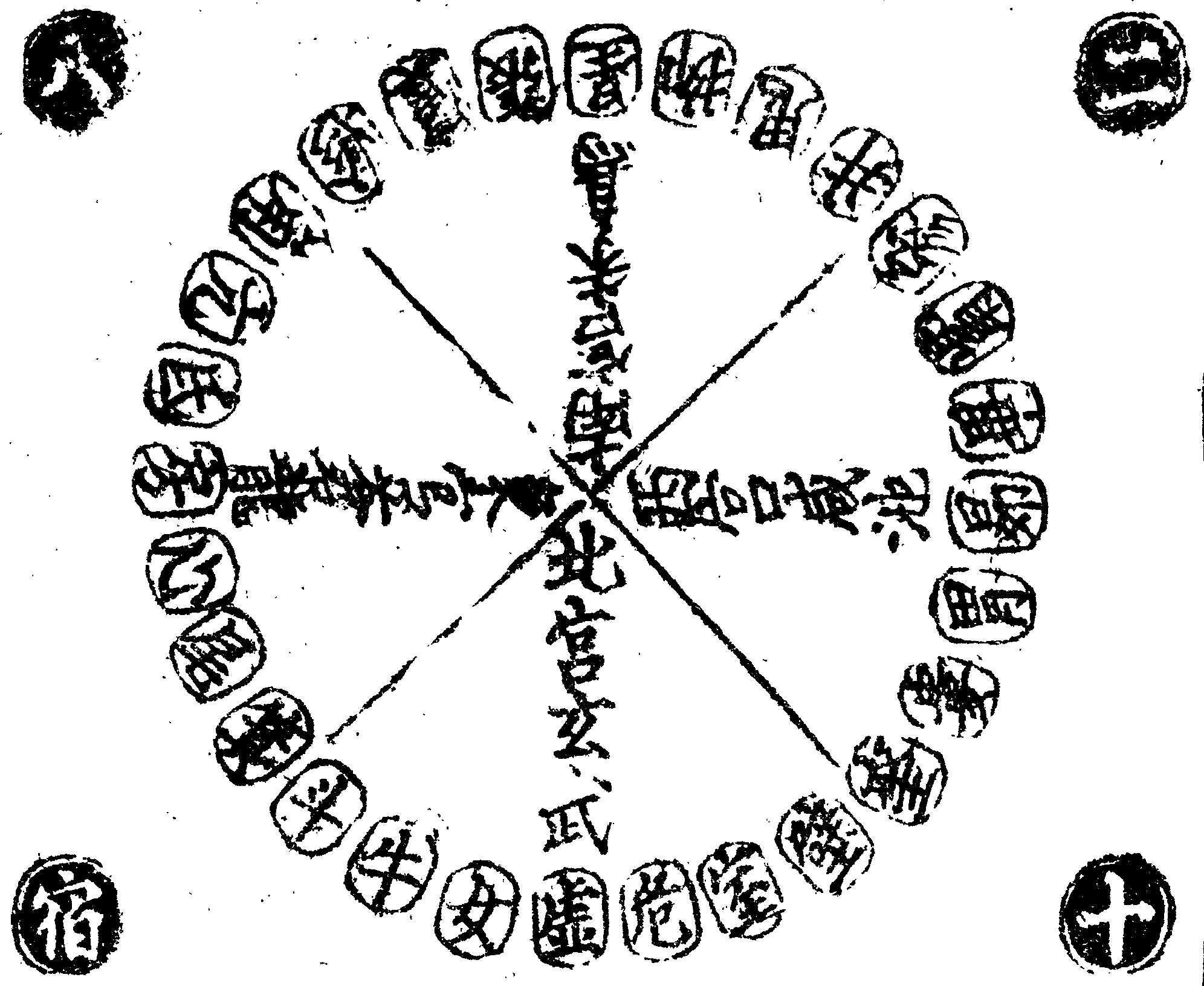
Il·lustració de la dinastia Yuan de les 28 mansions de Shilin Guangji per Chen Yuanjing

## Llista de les mansions
Els noms i les estrelles determinants de les mansions són:
| Quatre símbols (四象)                                          | Mansió - durant la nit (宿) | Mansió - durant la nit (宿) | Mansió - durant la nit (宿) | Mansió - durant la nit (宿) |
| Quatre símbols (四象)                                          | Número                      | Nom (Pinyin)                | Traducció                   | Estrella determinant        |
| -------------------------------------------------------------- | --------------------------- | --------------------------- | --------------------------- | --------------------------- |
| Drac blau de l'orient (東方青龍 - Dōngfāng Qīnglóng) Primavera | 1                           | 角 (Jiǎo)                   | Banya                       | α Vir                       |
| Drac blau de l'orient (東方青龍 - Dōngfāng Qīnglóng) Primavera | 2                           | 亢 (Kàng)                   | Coll                        | κ Vir                       |
| Drac blau de l'orient (東方青龍 - Dōngfāng Qīnglóng) Primavera | 3                           | 氐 (Dī)                     | Arrel                       | α Lib                       |
| Drac blau de l'orient (東方青龍 - Dōngfāng Qīnglóng) Primavera | 4                           | 房 (Fáng)                   | Habitació                   | π Sco                       |
| Drac blau de l'orient (東方青龍 - Dōngfāng Qīnglóng) Primavera | 5                           | 心 (Xīn)                    | Cor                         | α Sco                       |
| Drac blau de l'orient (東方青龍 - Dōngfāng Qīnglóng) Primavera | 6                           | 尾 (Wěi)                    | Cua                         | μ¹ Sco                      |
| Drac blau de l'orient (東方青龍 - Dōngfāng Qīnglóng) Primavera | 7                           | 箕 (Jī)                     | Cistella d'aventat          | γ Sgr                       |
| Tortuga negra del nord (北方玄武 - Běifāng Xuánwǔ) Hivern      | 8                           | 斗 (Dǒu)                    | Carro gran del sud          | φ Sgr                       |
| Tortuga negra del nord (北方玄武 - Běifāng Xuánwǔ) Hivern      | 9                           | 牛 (Niú)                    | Bou                         | β Cap                       |
| Tortuga negra del nord (北方玄武 - Běifāng Xuánwǔ) Hivern      | 10                          | 女 (Nǚ)                     | Noia                        | ε Aqr                       |
| Tortuga negra del nord (北方玄武 - Běifāng Xuánwǔ) Hivern      | 11                          | 虛 (Xū)                     | Buit                        | β Aqr                       |
| Tortuga negra del nord (北方玄武 - Běifāng Xuánwǔ) Hivern      | 12                          | 危 (Wēi)                    | Terrat                      | α Aqr                       |
| Tortuga negra del nord (北方玄武 - Běifāng Xuánwǔ) Hivern      | 13                          | 室 (Shì)                    | Campament                   | α Peg                       |
| Tortuga negra del nord (北方玄武 - Běifāng Xuánwǔ) Hivern      | 14                          | 壁 (Bì)                     | Paret                       | γ Peg                       |
| Tigre blanc d'occident (西方白虎 - Xīfāng Báihǔ) Tardor        | 15                          | 奎 (Kuí)                    | Cames                       | η And                       |
| Tigre blanc d'occident (西方白虎 - Xīfāng Báihǔ) Tardor        | 16                          | 婁 (Lóu)                    | Vincle                      | β Ari                       |
| Tigre blanc d'occident (西方白虎 - Xīfāng Báihǔ) Tardor        | 17                          | 胃 (Wèi)                    | Estómac                     | 35 Ari                      |
| Tigre blanc d'occident (西方白虎 - Xīfāng Báihǔ) Tardor        | 18                          | 昴 (Mǎo)                    | Cap pelut                   | 17 Tau                      |
| Tigre blanc d'occident (西方白虎 - Xīfāng Báihǔ) Tardor        | 19                          | 畢 (Bì)                     | Xarxa                       | ε Tau                       |
| Tigre blanc d'occident (西方白虎 - Xīfāng Báihǔ) Tardor        | 20                          | 觜 (Zī)                     | Bec de tortuga              | λ Ori                       |
| Tigre blanc d'occident (西方白虎 - Xīfāng Báihǔ) Tardor        | 21                          | 参 (Shēn)                   | Tres estrelles              | ζ Ori                       |
| Ocell vermelló del sud (南方朱雀 - Nánfāng Zhūquè) Estiu       | 22                          | 井 (Jǐng)                   | Bé                          | μ Gem                       |
| Ocell vermelló del sud (南方朱雀 - Nánfāng Zhūquè) Estiu       | 23                          | 鬼 (Guǐ)                    | Fantasma                    | θ Cnc                       |
| Ocell vermelló del sud (南方朱雀 - Nánfāng Zhūquè) Estiu       | 24                          | 柳 (Liǔ)                    | Salze                       | δ Hya                       |
| Ocell vermelló del sud (南方朱雀 - Nánfāng Zhūquè) Estiu       | 25                          | 星 (Xīng)                   | Estrella                    | α Hya                       |
| Ocell vermelló del sud (南方朱雀 - Nánfāng Zhūquè) Estiu       | 26                          | 張 (Zhāng)                  | Xarxa estesa                | υ¹ Hya                      |
| Ocell vermelló del sud (南方朱雀 - Nánfāng Zhūquè) Estiu       | 27                          | 翼 (Yì)                     | Ales                        | α Crt                       |
| Ocell vermelló del sud (南方朱雀 - Nánfāng Zhūquè) Estiu       | 28                          | 軫 (Zhěn)                   | Carro                       | γ Crv                       |